# Doug Stanhope
Doug Stanhope (Worcester, 25 maart 1967) is een Amerikaans stand-upcomedian en televisieacteur.

## Stijl
Stanhope staat bekend om zijn harde grappen over controversiële onderwerpen als drugs, alcoholisme, pornografie, kinderpornografie, kindermisbruik, overbevolking, euthanasie, zelfmoord, en diverse religieuze groeperingen. Ook wordt hij gekenmerkt door zijn stijl waarbij hij soms zijn best lijkt te doen om zijn publiek tegen zich op te zetten. Hierdoor heeft hij in zeker zin een cultstatus verworven en wordt geplaatst in de traditie van comedians als Andrew Dice Clay, Lenny Bruce en Bill Hicks. Ook wordt zijn stijl vergeleken met die van schrijver Charles Bukowski.

## Televisiewerk
Naast stand-upcomedy komt Stanhope soms langs in televisieprogramma's als Newswipe en Weekly Wipe (van Charlie Brooker) en had hij een bijrol in de televisieserie Louie. In de film The Aristocrats, waarin veel bekende komieken varianten op dezelfde grap vertellen, vertelt hij een smerige mop aan een baby.

## Politiek
Stanhope omschrijft zichzelf als libertariër of anarchist en is aanhanger van de Libertarische Partij. In 2008 overwoog hij mee te doen aan de presidentsverkiezingen, maar trok zich terug in de Libertarische voorverkiezingen en steunde toen eerst Ron Paul en later Gary Johnson. Hij is onder meer voorstander van abortus en de legalisering van drugs.
In 2013 haalde hij meer dan 125.000 Amerikaanse dollar op voor een vrouw in Oklahoma die, nadat ze getroffen was door een tornado, in een interview aangaf atheïst te zijn. Volgens Stanhope staat het zeggen van "ik ben een atheïst" in Oklahoma gelijk aan het schreeuwen van "jihad" op een vliegveld. Ook wilde hij aantonen dat haat wel degelijk tot goede dingen kon leiden.